# Dubeč
Dubeč – część Pragi leżąca w dzielnicy Praga 10, na wschód o centrum miasta. 